# Cavallazza
La Cavallazza (2.324 m s.l.m.) è una montagna della Catena del Lagorai nelle Dolomiti. È situata nel Parco naturale Paneveggio - Pale di San Martino, nella provincia di Trento.
Sulle sue pendici correva il fronte italo/austriaco durante la prima guerra mondiale. Sia sulla cima che sulle anticime, si trovano ancora le grotte (stoli) scavate dagli Alpini nella roccia, per difendersi dall'artiglieria austriaca posizionata al Forte Dossaccio.
La via normale alla vetta si sviluppa sul versante ovest/nord ovest, e parte dal Rifugio Colbricon (1927 m). La vetta è raggiungibile anche dal versante est, mediante un sentiero che transita per la forcella Cavallazza (2226 m).